# Выхристюк, Иван Андреевич
Иван Андреевич Выхристюк (род. 29 января 1929 года) — советский борец вольного стиля, чемпион и призёр чемпионатов СССР, мастер спорта СССР (1956).

## Биография
Родился 29 января 1929 года.
Вольной борьбой начал заниматься в 1953 году. Тренер Арменак Ялтырян. Выступал в тяжёлом весе, представлял общество «Динамо» (Киев).
Участник Летних олимпийских игр 1956 года. Занял 6 место на ОИ 1956 в весе более 87 кг. Участник 10 чемпионатов СССР.

### Спортивные достижения
- Чемпионат СССР по вольной борьбе 1955 года — ;
- Чемпионат СССР по вольной борьбе 1957 года — ;
- Чемпионат СССР по вольной борьбе 1958 года — ;
- Вольная борьба на летней Спартакиаде народов СССР 1959 года — ;
- Победитель международных Азиатских игр «GANEFO» (Джакарта, 1963).

## Награды
- Медаль «За трудовую доблесть» (27.04.1957) — «за успехи, достигнутые в деле развития массового физкультурного движения в стране, повышения мастерства советских спортсменов, и успешное выступление на международных соревнованиях»